# Țiganca de la Ghergani (pictură de Nicolae Grigorescu)
Acest articol dezvoltă secțiunea Opera a articolului principal Nicolae Grigorescu.
Țiganca de la Ghergani este o pictură realizată de pictorul român Nicolae Grigorescu în anul 1872. Lucrarea aparține Muzeului Național de Artă al României. Țiganca de la Ghergani împreună cu Corturile de țigani la apusul soarelui sunt cele mai bune lucrări pe care Nicolae Grigorescu le-a făcut după întoarcerea sa în România din Franța, imediat după anul 1869. 
Enigmatică, liniștită și mândră ca sfinxul a cărui frumusețe orgolioasă o are, Țiganca de la Ghergani captivează prin atracția irezistibilă a misterului. Privitorul aflat în fața lucrării o poate admira, dar vălul de umbră care-i ascunde gândirea nu-i va dezvălui taina expresiei visătoare pe care o afișează într-un mod extatic, ea nu-și comunică concluziile propriei introspecții, fie că nu le-a aflat, fie că nu are altele decât acelea ale vieții și ale rasei sale. Ca toate semenele ei, privește fără a vedea, întredeschide gura fără a surâde, visează fără a gândi.
Tabloul trebuia să facă parte ca exponat la Expoziția operelor artiștilor în viață din anul 1872 din București. Din cauză că Nicolae Grigorescu a renunțat să participe la acel eveniment artistic, el l-a expus în vitrina magazinului de muzică, al vecinului său Alexius Gebauer, de pe Podul Mogoșoaiei nr. 43. De aici a fost achiziționat de Ion Ghica cu 10.000 de lei, cea mai mare sumă cu care a fost cumpărat vreodată un tablou în România până la acel moment.

## Tematica țiganilor

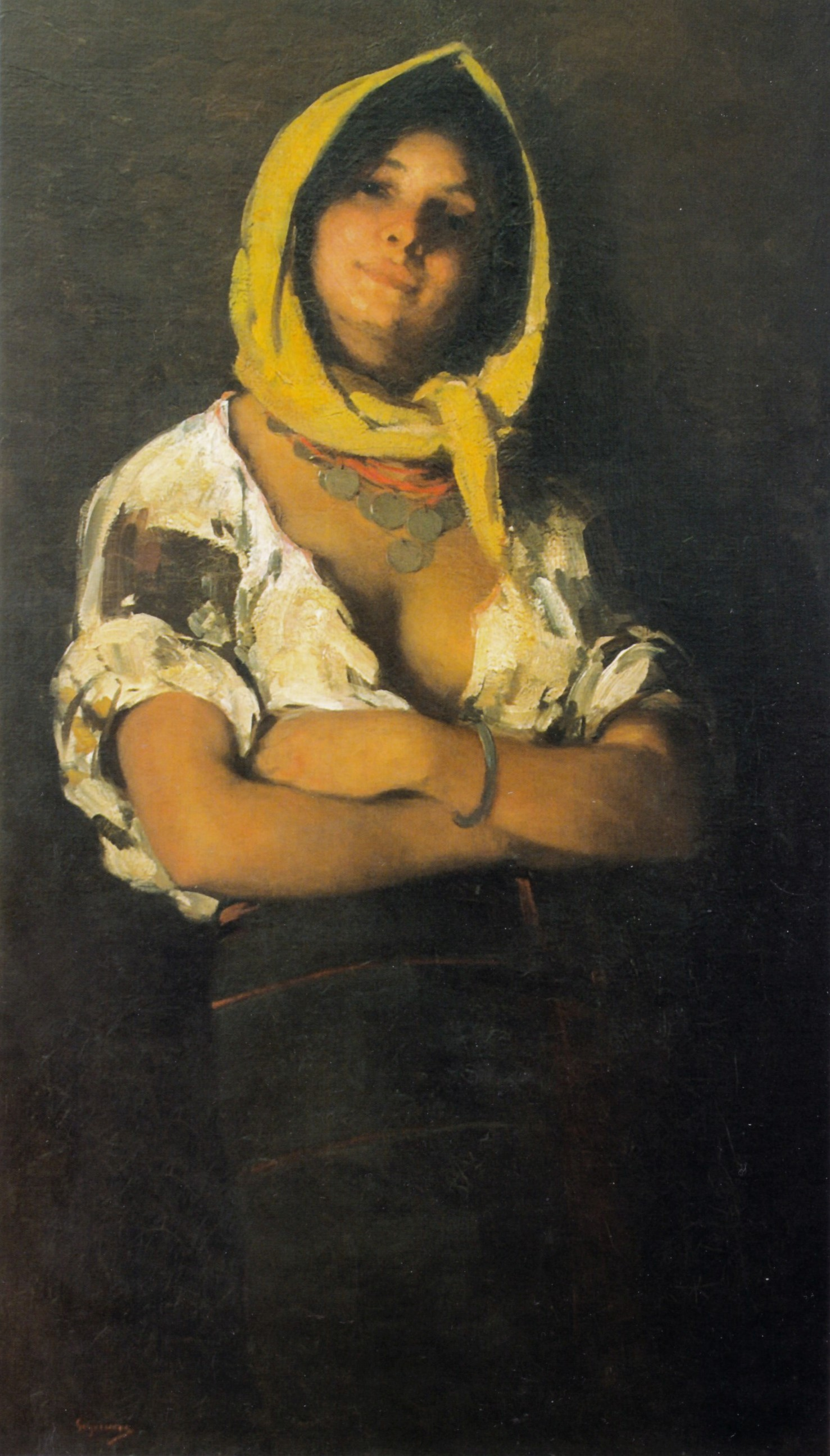
Țigancă din Boldu

De-a lungul peregrinărilor sale, Nicolae Grigorescu a întâlnit pe dealuri, pe malurile gârlelor și pe la marginea satelor o mulțime de țigani, adesea îngrămădiți împrejurul vreunui foc. I-a pictat prin Bărăgan proptiți de cotoacele corturilor, tolăniți pe jos, plimbând ursul legat de brâu, la gura bordeielor cu privirea ațintită-n zări strângând la piept câte-o lăută din care susură cântecele de dragoste. I-a pictat în fel și fel de atitudini, pe jumătate goi având zdrențele îngrămădite pe mârțoage, cu copii purtați în cârcă, cu copii în desagi trecând în Laie.
A pictat și rudărese, cărând traista în spinare, cu beldia la subsuoară sau cu copii atârnați de șold. A surprins în pânzele sale și țigănci tinere, viespii la cingătoare, purtând cârpa de pe cap mai întotdeauna gata să scapete pe umeri.
Reprezentative pentru aceste descrieri sunt lucrările Țiganca de la Ghergani și Țiganca din Boldu ( cunoscută și ca Ursăreasa din Bolduri ). Cea din urmă este desfăcută la pieptul cu sânii plini ca și cum o viață îmbelșugată ar trebui să răsară de acolo. Privirea-i aprinsă, brațele încolăcite peste piept și atitudinea-i sfidătoare sunt remarcabil de bine făcute.
Țiganii pe care i-a pictat în perioada războiului sunt diferiți și nu au mai fost realizați pe fonduri brune, palide, ci pe tonalități calde, pline de bogăție. Aceste tonuri trăiesc într-o simbioză organică cu fața de aramă a modelelor cu pleoape leneșe sub care privirea galeșă inspiră o liniște enigmatică.
„Ce devreme a înțeles Grigorescu taina aceasta a vieții în opera de artă! A simțit-o. Și de-ar fi văzut că lucrurile lui nu plac nimărui, și nu sunt pricepute de nimeni, cum nici n-au fost atâta timp, el tot asta ar fi făcut. Porunca vremii?... Omul acesta n-a cunoscut decât porunca inimii lui. Numai gândul că trebuie să facă un lucru îl înstrăinează de lucrul acela, pe care, altfel, l-ar fi făcut cu drag. Câte care cu boi și câte șatre de țigani nu făcuse Grigorescu până la 1880! Dar iată că primește să facă pentru M. S. Regele Carol I două tablouri mari: un car cu boi ș-o laie de țigani. Și douăzeci de ani colindă țara, ca să-și găsească modelele visate pentru aceste două opere de comandă. Una, Înspre bâlci, de-abia în anul 1900, a trecut din baraca de la Câmpina în palatul regal, cealaltă, o caravană de țigani ce trec învălmășiți întrun nor de praf, lătrați de câinii satului, în care n-au găsit adăpost, a rămas în atelier — lucrare neisprăvită, cum obișnuiesc să zică cei ce n-au înțeles niciodată puterea de viață, sufletul pururea proaspăt din opera lui Grigorescu.”
---- Alexandru Vlahuță: Pictorul Nicolae Grigorescu, Editura Casa Școalelor, București, 1910

## Lansare și parcurs
În anul 1872 a avut loc la București - Expoziția operelor artiștilor în viață. Nicolae Grigorescu trebuia să participe cu nouăsprezece picturi, adică mai puține decât cele douăzeci și șase de tablouri cu care a participat la aceeași expoziție din anul 1870. Unul dintre tablourile care ar fi trebuit să fie expuse la acest eveniment artistic era cel intitulat Țiganca de la Ghergani. Grigorescu a renunțat să ia parte la expoziție din motive necunoscute, cu toate că presa acelor vremuri a comentat pe larg neparticiparea sa la acel eveniment:
„Cum doi ani întrega expoziție era plină de tablourile lui Grigorescu. Anul acesta n-a expus nimic. O regretăm, căci d-l Grigorescu este un artist al cărui talent îl prețuim în chip deosebit. Noi voim să cunoaștem motivele care l-au ținut departe de Salon. Ne mărginim a exprima un regret, care nu este numai al nostru. Și, mai departe, foiletonul se încheie cu o figură de stil, care trebuie să fi făcut mult sânge rău multora. Și apoi?... Și apoi, asta e tot. A! să avem iertare, dacă vreți să vedeți pictură, duceți-vă să admirați pânzele pe care domnul Grigorescu le expune la Gebauer.”
--- Ulysse de Marsillac: Le Salon de 1872, în Le Jurnal de Bucharest din 6 iunie 1872
Theodor Aman a participat cu două tablouri de factură istorică intitulate Izgonirea turcilor la Călugăreni și Moartea Lăpușneanului. În plus de acestea, Aman a mai avut expuse două compoziții de gen cu interioare de harem  - Toaleta orientală și Narghileaua. La expoziție au mai participat Gheorghe Ioanid, Mihail Dan, un pictor Alexandru Fotino și unul Gheorghe Popescu, care expuneau câteva portrete, Iacovache Constantinescu cu o natură moartă ce înfățișa o găină și Constantin I. Stăncescu cu șapte portrete (unul în ulei, două în pastel și patru ca desene). A mai participat Sava Henția cu o Nuntă țărănească în Transilvania. Criticul de artă - George Oprescu, a considerat că ținând cont de participanții la expoziția din 1872, s-ar explica pe deplin motivele pentru care Grigorescu nu a vrut să se amestece într-o astfel de manifestare artistică.
Nefiind prezentă la Salonul din 1872, Țiganca de la Ghergani împreună cu tabloul Întoarcerea de la coasă,  a fost expusă trecătorilor de pe Podul Mogoșoaiei nr. 43 - La Gebauer[A].  Modelul folosit era o renumită frumusețe din acele vremuri, faimoasă în București, numită Catrinca țiganca. Ea a fost pictată și cu altă ocazie într-o lucrare de mici dimensiuni, Catinca, care se regăsea în anul 1962, în colecția privată a lui Petre P. Carp. Din spusele lui Barbu Brezianu, La Gebauer au mai fost expuse și câteva portrete de evrei  și Catrinca țiganca „...cu gura ei de mărgăritare”. Oacheșa ei frumusețe stârnise interesul popular în fața vitrinei unde s-au adunat adevărate cozi de admiratori. Portretul țigăncii a fost expus și ziua și noaptea când era iluminat ca într-o panoramă: ...lumea nu mai discontinua la ferestrele lui Gebauer.
Țiganca a fost cumpărată de Ion Ghica cu suma de 10.000 de lei, o valoare record până în acel an pentru o pictură. Ghica a luat tabloul și l-a dus la conacul său din Ghergani, de unde vine și particula ... de la Ghergani din denumirea lucrării. Ion Ghica i-a cerut lui Grigorescu printr-o scrisoare, să nu spună nimănui că ar fi cumpărat-o el. L-a pus pe Grigorescu s-o înfășoare într-o pânză mai groasă și l-a rugat să-i ducă tabloul pe seară, târziu, la el acasă, fără ca cineva să-l vadă. De asemenea, Ghica l-a mai rugat pe artist să-i spună care este cel mai potrivit perete din casă pe care să-l anine. Barbu Brezianu, cel care a pomenit în lucrarea sa biografică despre acest episod din viața lui Grigorescu, a menționat că pictorul a răspuns cu bucurie cererii măgulitoare a lui Ghica.
Cum tabloul a avut parte de numeroși admiratori în acel an la vitrina lui Gebauer, au existat de asemenea și detractori. Un cronicar necunoscut ce scria articole la ziarul Trompeta Carpaților, a menționat că în ciuda strigătelor hiperbolice a laudelor admirative „... un adevărat cunoscător s-ar fi ostenit a-l analiza, nu va putea să nu găsească că Țiganca nu e în stare să susțină un examen serios fără să fie făcută bucăți.”
Țiganca de la Ghergani a fost expusă și la Expoziția artiștilor în viață din luna mai a anului 1881.  Expoziția s-a organizat într-o clădire a Bisericii Stavropoleus. Theodor Aman a adus  șaptesprezece tablouri în care alternau priveliști din Aninoasa, Câmpulung, Mehadia, Gorgani sau Bughea. Nicolae Grigorescu a venit cu doar cinci picturi, din care pot fi enumerate: portretul lui Ghica Vodă, Țiganca venită de la Ghergani și portretul avocatului Iancu Atanasiade, cel care a devenit hâda întruchipare a unui vechil de moșie.

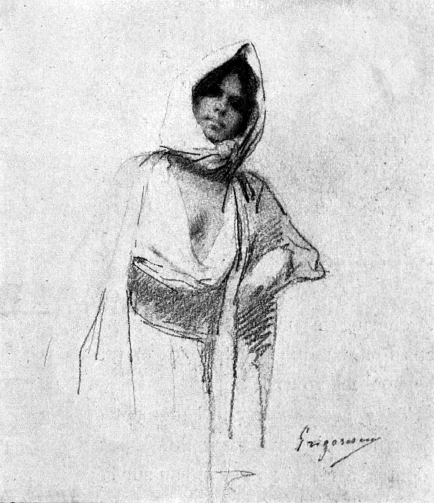
Țiganca de la Ghergani (desen) - Colecția M-elle F. Boeresco

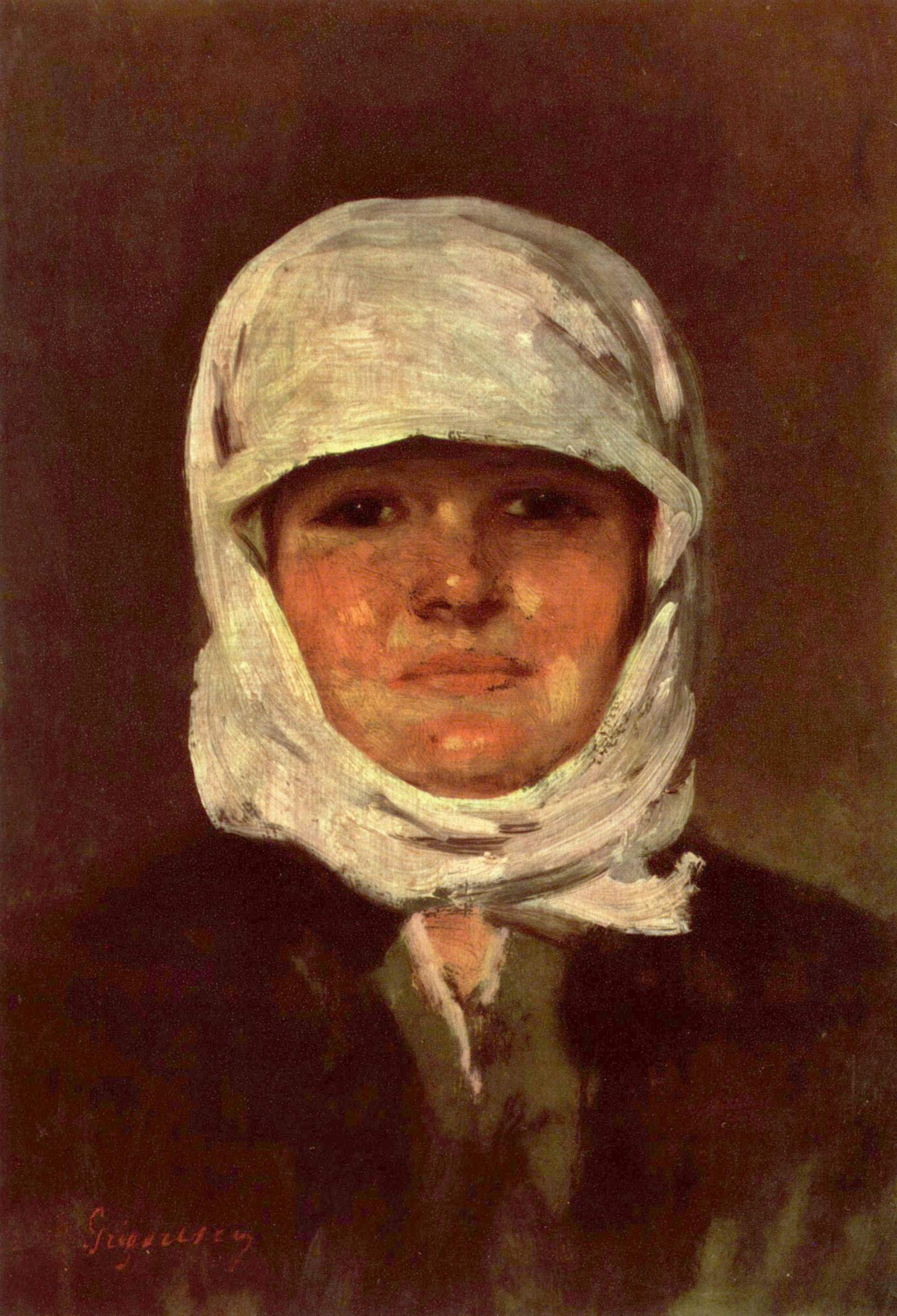
Catinca - astăzi în Muzeul Național de Artă al României.

După decesul lui Ion Ghica din anul 1897,  tabloul a rămas ca moștenire familiei sale, în speță lui Nicolae Ghica. Pe vremea regimului Antonescu, Nicolae Ghica a încercat să vândă statului Țiganca de la Ghergani. Acesta a primit avizul comisiilor din Ministerul Cultelor și Artelor cu toate că valoarea de vânzare era supraevaluată. Ion Antonescu s-a sesizat în acel moment deoarece suma cerută de vânzător depășea cu mai multe milioane de lei suma pe care statul a plătit-o pentru achiziționarea unui tablou intitulat Halebardierul, al cărui autor era Rembrandt. Antonescu a făcut apel la evaluatori pentru a socoti un preț corect și pentru a respecta o scară reală a valorilor bazată pe profesionalism. Ion Antonescu a cerut de fiecare dată, în orice domeniu, ca legea să fie respectată: „Legea se aplică contra oricui, fiindcă este pentru toți și primii care trebuie să se supună sunt miniștrii și autoritățile”.
După decesul lui Nicolae Ghica, întreaga moștenire s-a împărțit între cei patru moștenitori ai săi. Irinei Ghica, una din nepoatele lui Nicolae Ghica i s-a repartizat lotul patru din moștenire, lot care includea și 25% din valoarea celebrei picturi a lui Nicolae Grigorescu. Cum regimul politic din România s-a schimbat, tabloul a fost achiziționat de către stat și în acest fel, acesta a intrat ca exponat al Muzeului de Artă în anul 1975. După alte surse, tabloul ar fi fost confiscat de autoritățile comuniste în anii (19)50. Ca urmare lucrarea a fost expusă în locuința Președintelui României Nicolae Ceaușescu din strada Primăverii din București, precum și la Muzeul Național de Artă al României.
Țiganca de la Ghergani împreună cu Corturile de țigani la apusul soarelui sunt cele mai bune lucrări pe care Nicolae Grigorescu le-a făcut după întoarcerea sa în România din Franța, imediat după anul 1869. Conform mențiunilor criticului de artă George Oprescu, tabloul se afla în anul 1962 într-o colecție particulară din București. Din anul 1990 până în anul 2010 tabloul se afla în proprietatea Muzeului Național de Artă al României, el fiind expus în această perioadă permanent publicului.

## Descrierea lucrărilor

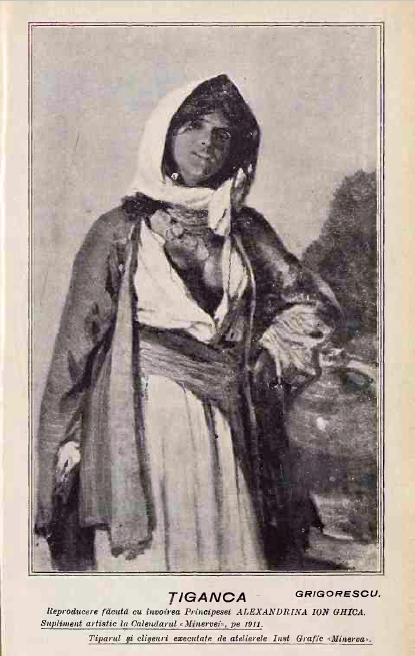
Țiganca - publicată în Calendarul Minervei din anul 1911

„Grigorescu a făcut puține portrete, în înțelesul obișnuit al cuvântului. Lucrările de atelier, în genere faptul de a sta pironit în aer închis, pentru acest mare iubitor de spațiu și de libertate erau ca un început de robie. Când însă găsea o figură seducătoare, profund caracteristică, fie ca tip al unei rase, fie ca expresie personală a unui suflet, atunci își uita de farmecul peisajelor, și toată puterea lui de adâncire, de ultravedere a lucrurilor se concentra cu pasiune asupra figurii omenești. În acest larg înțeles al cuvântului am putea spune c-avem de la el sute de portrete. Toți evreii lui sunt portrete. Țiganca de la Ghergani, acea superbă și nepăsătoare Venere a celui mai pitoresc și mai visător neam de pe pământ, nu e și ea un admirabil portret?
Țiganca de la Ghergani ... poți să-i presupui o atitudine mai în armonie cu chipul, cu expresia, cu felul de a privi? În ochii visători, în gura întredeschisă ca de căldură, în șuvițele de păr ce-i curg în neregulă de sub broboada albă, ce de-abia i se ține pe cap, în cămașa desfăcută la piept, și-ncinsă peste mijloc cu latul brâu roșu al neamului, în haina de căpătat pe care-o poartă cu-atâta mândrie și care-i stă așa de bine, în toate este ea, e sufletul ei întreg, nu al unei clipe, ci al unei vieți, al unui șir de vieți.
E o expresie ... mai mult de nepăsare, zice criticul de artă L. Bachelin, vorbind de țiganca de la d-l P. Carp; nimic nu pare a tulbura regularitatea placidă a trăsăturilor, nici suferinție, nici bucurii, și totuși această figură te fascinează, te învăluie în farmecul ei. Enigmatică, liniștită și mândră, ca sfinxul, a cărui frumusețe orgolioasă o are, de altfel, țiganca aceasta te captivă prin atracțiunea irezistibilă a misterului. Dar în zadar o privești — vălul de umbră care-i ascunde gândirea nu se va rupe; ea nu-ți va spune taina ei, fie că n-o știe nici dânsa, fie că nu are alta decât aceea a vieții și a rasei sale. Ca toate semenele ei, privește fără a vedea, întredeschide gura fără a surâde, visează fără a gândi...”
---- Alexandru Vlahuță: Pictorul Nicolae Grigorescu, Editura Casa Școalelor, București, 1910

## Revendicări / Situație juridică
Irina Ghica a revendicat în anul 2010 lucrarea Țiganca de la Ghergani și ca urmare ea a fost retrasă din Galeria de Artă Românească a Muzeului de Artă și a fost trecut în depozitele instituției pentru conservare. Irina Ghica a cerut instanței de judecată ca tabloul să-i fie restituit sau să i se plătească contravaloarea tabloului de aproape 300.000 de euro.
Ca urmare a procesului de revendicare, instanța a decis în luna decembrie a anului 2014, respingerea revendicării, cu toate că printr-o decizie anterioară s-a căzut de acord că Irina Ghica ar avea dreptul la despăgubiri. Țiganca de la Ghergani a rămas în proprietatea statului român și se află astăzi la Muzeul Național de Artă al României.

## Reproduceri în media
- Imaginea Țigăncii de la Ghergani a fost publicată în „Calendarul Minervei în anul 1911”.[16]